# Haigneville
Haigneville ist eine französische Gemeinde im Département Meurthe-et-Moselle in der Verwaltungsregion Grand Est. Sie gehört zum Arrondissement Lunéville und zum Kanton Lunéville-2. Nachbargemeinden sind Domptail-en-l’Air im Norden, Brémoncourt im Osten, Froville im Süden, Bayon im Westen sowie Lorey im Nordwesten.

## Bevölkerungsentwicklung
| Jahr      | 1962 | 1968 | 1975 | 1982 | 1990 | 1999 | 2008 | 2019 |
| --------- | ---- | ---- | ---- | ---- | ---- | ---- | ---- | ---- |
| Einwohner | 42   | 38   | 35   | 25   | 30   | 39   | 52   | 61   |